# Havardia pallens
Havardia pallens là một loài thực vật có hoa trong họ Đậu. Loài này được (Benth.) Britton & Rose miêu tả khoa học đầu tiên.